# Isuca
Isuca (яп. イスカ, укр. Клест) — японська манґа автора Осаму Такахасі. Випускається у журналі Young Ace видавництва Kadokawa Shoten, наразі існує п'ять танкобонів станом на серпень 2014-го. Аніме-адаптація студії Arms транслювалася з січня до березня 2015 року.

## Сюжет
Молодий хлопець Сінічіро, за порадою свого викладача, щоб оплатити житло, влаштувався працювати до її знайомих. Робота не важка, потрібно просто наглядати за чистотою і порядком. Однак, його хазяйкою виявилася дівчина на ім'я Сакуя, 37-ма глава клану Сімадзу, в чиї обов'язки входять екзорцизм та усунення різних демонічних істот. Сінічіро випадково випускає одну з цих істот на волю, і щоб зловити її, цей дует змушений працювати разом.

## Персонажі
- Сакуя Сімадзу (яп. 島津 朔邪)

Центральний жіночий персонаж. Де-факто 37-ма глава сім'ї Сімадзу, але знаходиться в стані боротьби за владу з сестрою. Її завдання — герметизація монстрів і духів, які переходять у людський світ, на відміну від багатьох в її родині не вірить, що мета виправдовує засоби. Вона використовує лук і стріли з кількома духовними атаками в бою, при «зарядці» від Сінічіро сила дівчини посилюється в десять разів, хоча вона не хоче робити це, оскільки повинна тоді поцілував його. Сакуя — гордовита молода леді, хто хоче просто жити, як нормальна людина.
Її справжнє ім'я — Ісука, коли Сінічіро виявляє це, вона стає не в змозі не слухатися його наказів. Для того, щоб зберегти обличчя і не втратити свої позиції в сім'ї, вона змушує Сінічіро стати її нареченим.
- Сінічіро Асано (яп. 浅野 真一郎)

Центральний чоловічий персонаж, старшокласник з незвичайною здатністю. Коли його цілує надприродна істота чи людина з надприродними силами, він відразу дізнається «справжнє ім'я» або ману. Перша людина, яка говорить істинне ім'я, набуває здатності змусити того, кому ім'я належить, робити все, що заманеться (в розумних межах). Сінічіро стає союзником в роботі Сакуї.
- Тамако (яп. タ マ 子)

Кішка-дух з рудим волоссям і великими грудьми. Перший дух, справжнє ім'я якої дізнався Сінічіро, коли вона поцілувала його, щоб подякувати за порятунок від Сакуї. Як і більшість духів, вона потребує життєвої енергії, щоб вижити, хоча вона ніколи не нападала на кого-небудь у своєму житті. Тамако може перетворитися з людини у гігантську форму кішки, що використовує кігті й ікла. Їй дав її ім'я її господар, щоб приховати справжнє ім'я. Як і більшість кішок, вона схильна до відвертої любові до свого господаря, своїх страв на підлозі тощо. Тамако подобається, коли її хвалить і гладить по голові Сінічіро.

## Медіа

### Манґа
| № | Дата виходу       | ISBN                   |
| - | ----------------- | ---------------------- |
| 1 | 21 травня 2010    | ISBN 978-4-04-715458-2 |
| 2 | 23 лютого 2011    | ISBN 978-4-04-715625-8 |
| 3 | 21 листопада 2012 | ISBN 978-4-04-120502-0 |
| 4 | 22 серпня 2013    | ISBN 978-4-04-120851-9 |
| 5 | 26 червня 2014    | ISBN 978-4-04-102025-8 |
| 6 | 29 грудня 2014    | ISBN 978-4-04-102026-5 |
| 7 | 4 вересня 2015    | ISBN 978-4-04-102803-2 |
| 8 | 4 жовтня 2016     | ISBN 978-4-04-104418-6 |
| 9 | 2 травня 2017     | ISBN 978-4-04-105464-2 |